# Roger Glover
Roger David Glover (født 30. november 1945 i Brecon, Wales) er en britisk bassist, komponist og producer. 
Familien flyttede til London i 1955 og Glover begyndte at interessere sig for musik. I 1961 begyndte han at spille bas og dannede et band kaldet The Madisons. The Madisons blev senere til bandet Episode Six, som udgav flere singler. 
Glover blev headhuntet til det britiske hardrockband Deep Purple sammen med Episode Six-vokalist Ian Gillan i 1969. Han forlod bandet i 1973. I 1974 blev han pladeproducer på heltid, og producerede plader for blandt andre Nazareth, Elf, David Coverdale, Status Quo og Judas Priest. Han udgav også soloalbummet The Butterfly Ball.
I 1978 udgav Glover albummet Elements, men i 1979 blev han inviteret med i bandet Rainbow af Ritchie Blackmore. De udgav flere plader før Glover udgav sit tredje soloalbum, Mask, i 1984.
Samme år blev Deep Purple gendannet, hvor Glover stadig er bassist til dags dato. Sammen med Ian Gillan kom Glover med albummet Accidentally On Purpose i 1988. 
Roger Glovers fjerde soloalbum, Snapshot, blev udgivet i 2002. 

## Diskografi

### Solo
- Butterfly Ball (1974)
- Elements (1978)
- Mask (1984)
- Snapshot (2002)

### Med Deep Purple
- Concerto for Group and Orchestra (1969)
- Deep Purple in Rock (1970)
- Fireball (1971)
- Machine Head (1972)
- Made in Japan (1972)
- Who Do We Think We Are (1973)
- Perfect Strangers (1984)
- The House of Blue Light (1987)
- Slaves & Masters (1990)
- The Battle Rages On (1993)
- Purpendicular (1996)
- Abandon (1998)
- Bananas (2003)
- Rapture of the Deep (2005)

### Med Rainbow
- Down to Earth (1979)
- Difficult to Cure (1981)
- Straight Between the Eyes (1982)
- Bent Out of Shape (1983)
- Finyl Vinyl (1986)

### Som Gillan & Glover
- Accidentally on Purpose (1988)

### Med Episode Six
- The Complete Episode Six (1994)
- Cornflakes and Crazyfoam (2001)

### Som gæstekunstner
- Dan McCafferty – Dan McCafferty (1975)
- Jon Lord – Gemini Suite (1970)
- Ian Gillan Band – Child In Time (1976)
- Ian Gillan – Naked Thunder (1997)
- Ian Gillan – Cherkazoo and Other Stories (1999)
- Gov't Mule – The Deep End, Volume 1 (2001)
- Gov't Mule – The Deepest End, Live In Concert (2003)

### Som producer
- Nazareth – Razamanaz (1973), Loud 'n' Proud (1974), Rampant (1974)
- Strapps – Strapps (1976)
- Rory Gallagher – Calling Card (1976)
- Judas Priest – Sin After Sin (1976)
- Michael Schenker Group – The Michael Schenker Group (1980)